# Szokolszky Ágnes
Szokolszky Ágnes (Budapest, 1956. július 6. –) magyar pedagógus, pszichológus.
A SZTE Pszichológiai Intézetének habilitált egyetemi docense, intézetvezető.

## Oktatási területei
- Általános lélektan, kutatásmódszertan, pszichológiatörténet, kritikai gondolkodás, ökológiai pszichológia, angol szakszövegolvasás.

## Kutatási területei
Az ökológiai pszichológia (különös tekintettel a James és Eleanor Gibson nevével jelzett irányzatra), a kognitív tudomány és ezen belül is a kognitív fejlődéslélektan egyes elméleti kérdései, valamint a pszichológia története és kutatási módszerei. Empirikus kutatási területe a gyermekkori mintha játék és metafora produkció.

## Életpályája
Pedagógus családban született, édesapja, Szokolszky István (1915-1968) a hazai neveléstudomány egyik kiemelkedő képviselője volt, nagyapja, Szokolszky Rezső tanítói, majd tanfelügyelői tisztet töltött be. Szokolszky Ágnes számára szinte adott volt a pedagógus hivatásbeli családi tradíció továbbvitele, amelyet édesapjának korai halála is sürgethetett. Szokolszky Ágnes felsőfokú tanulmányait az Eötvös Loránd Tudományegyetemen végezte angol-történelem-pedagógia szakon. Tanulmányainak befejeztével a budapesti Vörösmarty Mihály Gimnáziumban tanított, majd az ELTE Pedagógiai Tanszékén oktatott és kutatott.
PhD fokozatát az Amerikai Egyesült Államokban a University of Connecticut Pszichológia Tanszékén szerezte kísérleti lélektan szakágon. Ezen a tanszéken több éven át szerzett kutatási és oktatási tapasztalatokat. PhD tanulmányait a University of Connecticut Pszichológia Tanszékén működő Center for the Ecological Study of Perception and Action (CESPA) keretében végezte, disszertációját is itt védte meg.
1996-tól a Szegedi Tudományegyetem Pszichológia Tanszékének oktatója és kutatója, ahol tagja lett a Megismeréstudományi Csoportnak, bekapcsolódott Pléh Csaba egyetemi tanár és MTA tag által szervezett Szegedi Megismeréstudományi és Neuropszichológia Programba, majd 2006-tól tanszékvezető docens, 2007-től habilitált tanszékvezető docens, 2008-tól habilitált intézetvezető docens.
Kutatási területeivel összefüggésben számos hazai és nemzetközi szakmai konferencián vett és vesz részt, s publikálják előadásainak anyagát.

## Családja
Férje Fellegi Tamás üzletember, politológus, politikus. Két fiúgyermekük van.

## Művei (válogatás)

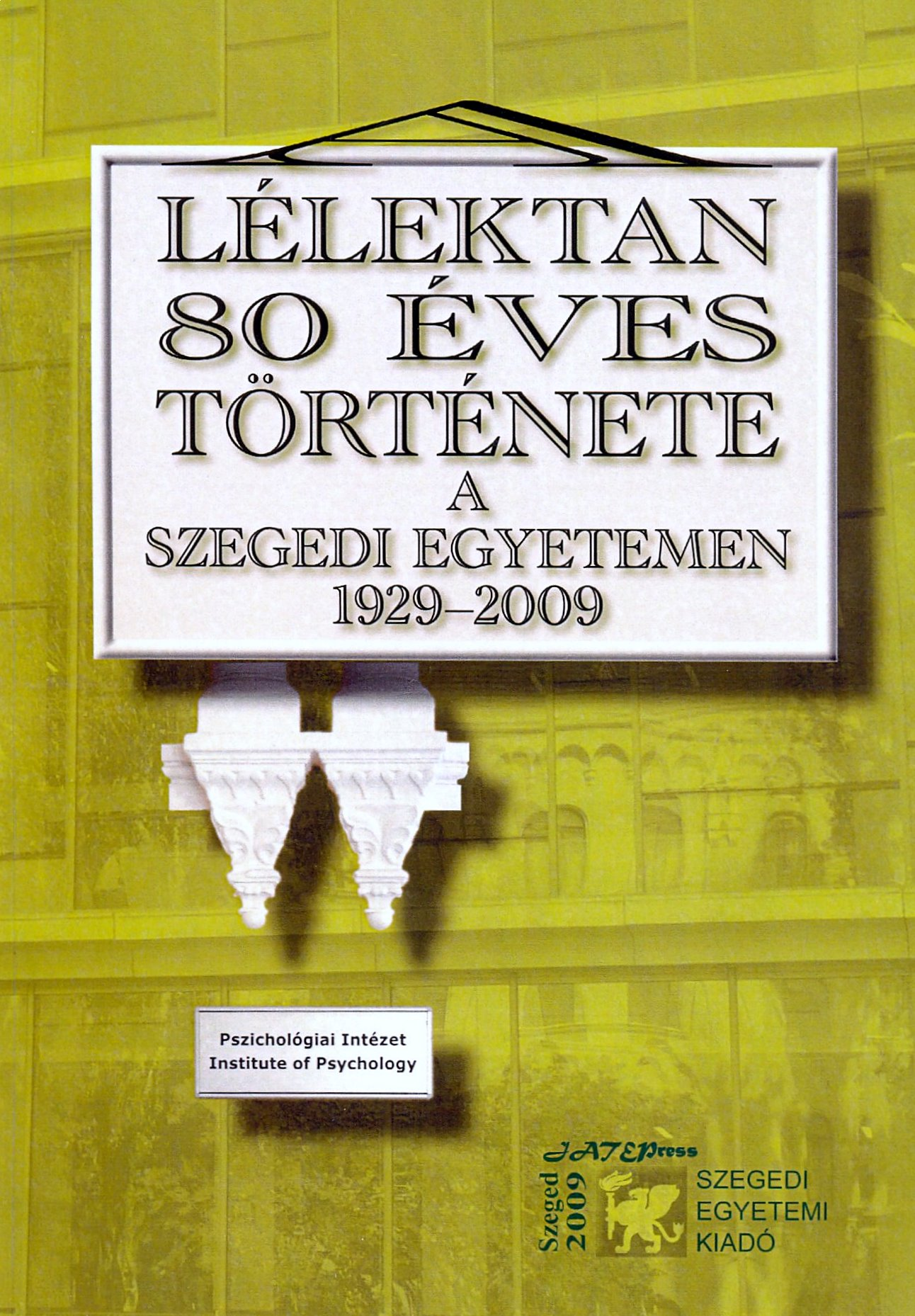
Az emlékkönyv borítófedele, (1929-2009)

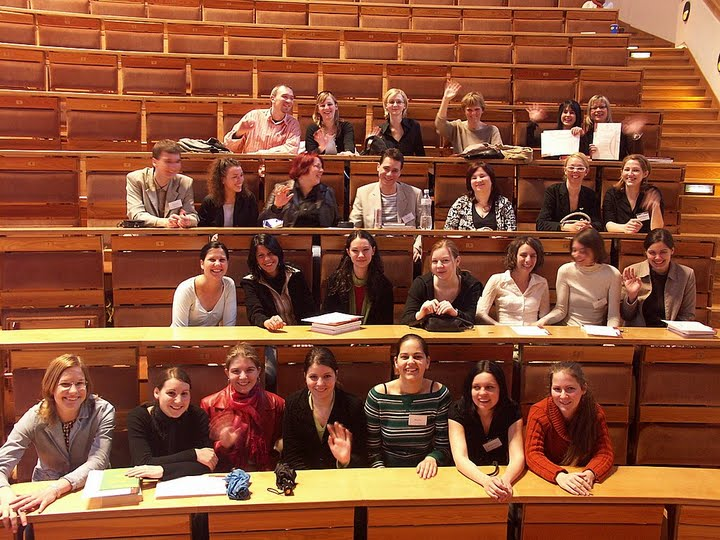
OTDK, eredményhirdetés, Piliscsaba, (2007)

### Magyarul
- Tankönyvekről mindenkinek.[Írta Horváth György ... et al.] ; válogatta és szerkesztette Karlovitz János ; [a bibliográfiát ... Szokolszky Ágnes állította össze] Budapest : Tankönyvkiadó, 1980. 281 o. (A pedagógia időszerű kérdései, 3. ; ISSN 0138-936X) ISBN 963-17-4741-7 (Bibliogr.: 233-277. o.)
- Az iskola élő alternativái.  Alternativ iskolák az Amerikai Egyesült Államokban. (1989). Valóság, 1, pp. 77–87.
- Pedagógiai és pszichológiai tárgyak : A nevelési folyamat pszichológiája : Interperszonális kapcsolat és kommunikáció a tanár-diák szerepviszonylatban. Bauer Edittel ; [közread. a] budapesti Közgazdaságtudományi Egyetem Pedagógia Tanszék, Budapest : Aula, 1990. 112 o.
- SZOKOLSZKY Ágnes (1998). A séma fogalma a kognitív pszichológiában. Régi és új értelmezések. Pszichológia, 2, 209-235.
- SZOKOLSZKY Ágnes és Kádár Endre (1999). James J. Gibson ökológiai pszichológiája. Pszichológia, 2, 245-285.
- Kutatómunka a pszichológiában : metodológia, módszerek, gyakorlat. [a név- és tárgymutatót kész. Palatinus Zsolt] Budapest : Osiris Kiadó, 2004.	660 o. ISBN 963-389-682-7 (Lásd még http://mek.oszk.hu/04800/04897 urn:nbn:hu-7427 ; 2007)
- Környezet - pszichológia. Egy ökológiai rendszerszemléletű szintézis körvonalai. Dúll Andreával. Magyar Pszichológiai Szemle, 61. köt. 1. sz. 2006. 9-34.
- A lélektan 80 éves története a szegedi egyetemen, 1929-2009/ szerk. Szokolszky Ágnes, társszerk. Pataki Márta, Polyák Kamilla. Irta Szokolszky Ágnes et al. Szeged, JATEPress, 2009. 302 p. ISBN 978-963-482-959-1 (Emlékkönyv).
- A lélektan történetének 80 éve a szegedi egyetemen (1929-2009).[6] Társszerzőkkel: Pataki M., Polyák K., Németh D. Magyar Pszichológiai Szemle, 64. köt. 4. sz. 2009 december. 671-676. p.

Szokolszky Ágnes: A pszichológiai kutatás módszertana, Osiris Kiadó, Budapest,2020

### Angol nyelven
- The direct realist core in G. Lakoff's and M. Johnson's theory of concepts and metaphors.  (1992) Jean Piaget Society , Philadelphia
- Where do metaphors come from?  Metaphor and Symbolic  Activity. Avec Dent-Read, C. Special Issue on Visual Rhetoric.  8/3, 1993. 227-242.
- An Interview With Eleanor Gibson, Ecological Psychology, 2003, 15(4), 271-281.
- Pretend Object Play - Symbolic or Functional? In: Doing things with things : the design and use of everyday objects / edited by Alan Costall and Ole Dreier. Aldershot, England ; Burlington, VT : Ashgate, 2006. 242 p.[7] (Ser. Ethnoscapes[8]) ISBN 0754646564 (alk. paper); ISBN 9780754646563 ; ISBN 9780754646563 (alk. paper)
- Using scholarly literature in psychology : how to find what you need, read what you have found, and how to write it up (2009). Szeged, JATEPress, 214 p.

### Konferencia-előadások és kiadványok
- Using An Object As If It Were Another: The Perception And Use Of Affordances In Pretend Object Play (1997) In: M. A. Schmuckler & J. M. Kennedy (Eds.), Studies in Perc, LEA, Mawah, N.J.[9]
- A gyermeki észlelés dinamikája: tárgyi mintha játék és metafóra használat. (Előadás). A Magyar Pszichológiai Társaság  XIII. országos tudományos nagygyűlése, Budapest, 1998. április 15-18.
- The development of spoon-use in the daily routine of infants - A naturalistic observation study, avec Devánszki, É.,(2007) LEA, Mawah, N.J, 241-248.

### Szerkesztés
- Környezet-pszichológia. Dúll Andreával. Budapest : Akadémiai Kiadó, 2006. 206 o. ISBN 963-05-8380-1
- Szegedi pszichológiai tanulmányok. Németh Dezsővel, Krajcsi Attilával. Szeged : SZEK JGYFK, 2007. 194 o. ISSN 1789-6061 ; ISBN 978-963-7356-64-3
- Szegedi pszichológiai tanulmányok. Németh Dezsővel, Harsányi Szabolcs Gergővel. Szeged : SZEK JGYFK, 2010. 213 p. ISSN 1789-6061

## Társasági tagság
- MTA II. Filozófiai és Történettudományok Osztálya Pszichológiai Bizottság
- Magyar Pszichológiai Társaság
- The International Society for Ecological Psychology (ISEP)[10]

## Elismerések
- Soros Foundation‑Open Society Fellowship, New York, 1988
- University of Connecticut Predoctoral Fellowships, 1987-1992
- P.E.O. International Scholarship, United States, 1990-1993

## Külső hivatkozások
- SZTE Pszichológiai Laboratóriumok
- A lélektan 80 éves története a szegedi egyetemen képekben (1929-2009)
- MTA Adatlap, Szokolszky Ágnes
- Szokolszky Ágnes honlapja
- Szokolszky Ágnes válogatott publikációi
- Publikációi a SZTE EK Egyetemi Bibliográfiájában
- Szokolszky Ágnes: Kutatómunka a pszichológiában: gyakorlatok, MEK
- University of Connecticut hivatalos oldala
- Szegedi Tudományegyetem Pszichológia Intézet honlapja